# Eva Vedder
| jaar | rang enkelspel | rang dubbelspel |
| ---- | -------------- | --------------- |
| 2018 | 1100           | 805             |
| 2019 | 579            | 479             |
| 2020 | 595            | 497             |
| 2021 | 511            | 240             |
| 2022 | 232            | 130             |
| 2023 | 337            | 166             |
| 2024 | 348            | 128             |

Eva Vedder (Kortenhoef, 23 november 1999) is een tennisspeelster uit Nederland. Vedder begon met tennis toen zij zes jaar oud was. Haar favoriete ondergrond is gravel. Zij speelt rechtshandig en heeft een tweehandige backhand. Zij is actief in het internationale tennis sinds 2017. Zij is de zus van presentator en acteur Buddy Vedder.

## Loopbaan

### Enkelspel
Vedder debuteerde in 2017 op het ITF-toernooi van Pétange (Luxemburg). Zij stond in 2019 voor het eerst in een finale, op het ITF-toernooi van Tabarka (Tunesië) – hier veroverde zij haar eerste titel, door de Bulgaarse Ani Vangelova te verslaan. Tot op heden{augustus 2025} won zij drie ITF-titels, de meest recente in 2022 in Santa Margherita di Pula (Italië).
In 2022 kwalificeerde Vedder zich voor het eerst voor een WTA-hoofdtoernooi, op het toernooi van Bari – zij bereikte er de kwartfinale, waar zij verloor van de Italiaanse wildcard-speelster Matilde Paoletti.
Haar hoogste notering op de WTA-ranglijst is de 209e plaats, die zij bereikte in juli 2025.

### Dubbelspel
Vedder behaalde in het dubbelspel betere resultaten dan in het enkelspel. Zij debuteerde in 2017 op het ITF-toernooi van Stellenbosch (Zuid-Afrika), samen met de Amerikaanse Salma Ewing – zij bereikten er de tweede ronde. Zij stond in 2018 voor het eerst in een finale, op het ITF-toernooi van Amstelveen (Nederland), samen met de Oostenrijkse Marlies Szupper – hier veroverde zij haar eerste titel, door het duo Emily Appleton en Dasha Ivanova te verslaan. Na het winnen van haar achttiende titel (juli 2022, in Rome, samen met de Venezolaanse Andrea Gámiz) kwam zij binnen op de top 150 van de wereldranglijst. Tot op heden{augustus 2025} won zij 27 ITF-titels, de meest recente in 2024 in Cornellà de Llobregat (Catalonië).
In 2022 speelde Vedder voor het eerst op een WTA-hoofdtoernooi, op het toernooi van Palermo, samen met de Venezolaanse Andrea Gámiz – zij bereikten er de tweede ronde. Later dat jaar stond zij voor het eerst in een WTA-finale, op het toernooi van Bari, weer met Gámiz – zij verloren van het koppel Elisabetta Cocciaretto en Olga Danilović.
Haar hoogste notering op de WTA-ranglijst is de 110e plaats, die zij bereikte in april 2023.

## Palmares
| Legenda                 |
| ----------------------- |
| Grandslamtoernooi       |
| Olympische Spelen       |
| Year-End Championships  |
| Premier Mandatory       |
| Premier Five / WTA 1000 |
| Premier / WTA 500       |
| International / WTA 250 |
| Challenger / WTA 125    |

### WTA-finaleplaatsen enkelspel
geen

### WTA-finaleplaatsen vrouwendubbelspel
| nr.              | finale     | toernooi | ondergrond | partner      | tegenstandsters                       | score    |         |
| ---------------- | ---------- | -------- | ---------- | ------------ | ------------------------------------- | -------- | ------- |
| gewonnen finales |            |          |            |              |                                       |          |         |
| geen             |            |          |            |              |                                       |          |         |
| verloren finales |            |          |            |              |                                       |          |         |
| 1.               | 2022-09-11 | WTA Bari | gravel     | Andrea Gámiz | Elisabetta Cocciaretto Olga Danilović | 2-6, 3-6 | details |

### Gewonnen ITF-toernooien enkelspel
| nr. | finale     | toernooi                 | dotatie  | ondergrond | tegenstandster in finale | score    |
| --- | ---------- | ------------------------ | -------- | ---------- | ------------------------ | -------- |
| 1.  | 2019-05-12 | Tabarka                  | $ 15.000 | gravel     | Ani Vangelova            | 6-1, 6-4 |
| 2.  | 2019-07-28 | Tabarka                  | $ 15.000 | gravel     | Maëlys Bougrat           | 7-5, 6-3 |
| 3.  | 2022-04-17 | Santa Margherita di Pula | $ 25.000 | gravel     | Lina Gjorcheska          | 6-2, 6-3 |